# گل‌دوزی

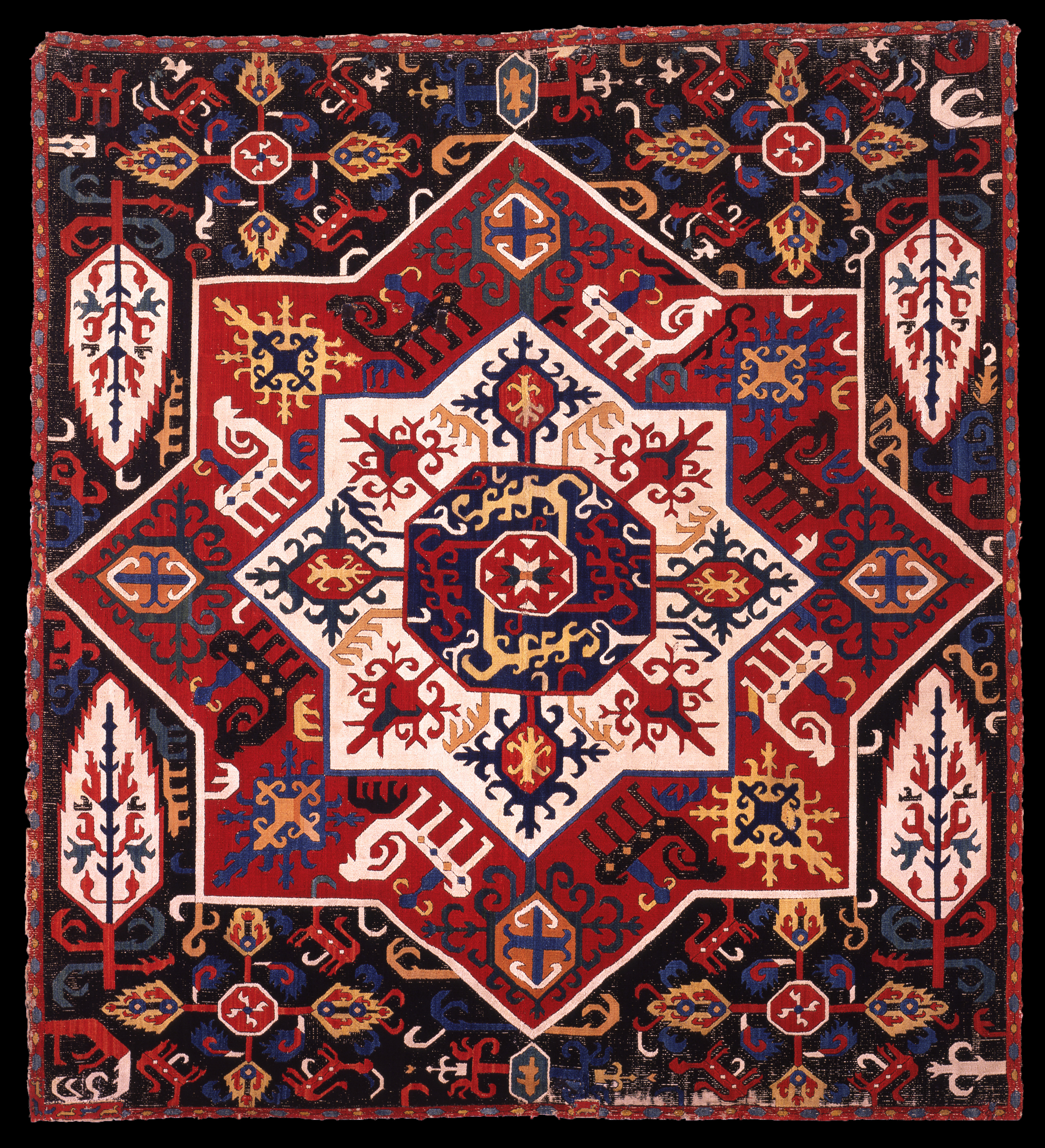
گلیم گل‌دوزی شده قفقازی متعلق به قرن نوزدهم میلادی. طرح‌های سوزن‌دوزی شده پیرامون شکلی هشت ضلعی مرکزی. گیاهان و درختان تزئینی و همچنین حیوانات و اشکال انسان نما نیز در طرح‌ها دیده می‌شود. رنگ‌های کدر گلیم بازگو کننده فرش های دارای موجود افسانه‌ای قفقازی است که فرهنگ و جامعه بیابان‌گردی را یادآور می‌شود. منطقه قفقاز پیش از عهدنامه گلستان جزء پادشاهی ایران محسوب می‌شد.

گل‌دوزی هنری برای دوختن طرح‌های مختلف با سوزن و انواع نخ روی پارچه است.

## تاریخچه
قدیمی‌ترین نمونه‌های گل‌دوزی‌ شدهٔ ایرانی که در دست است متعلق به دوره سلجوقی است.
فرآیندهای استفاده شده برای خیاطی و اصلاح و تقویت پارچه باعث ایجاد تکنیک‌های خیاطی شد و امکانات تزئینی خیاطی منجر به هنر گل‌دوزی‌ شد. این یک واقعیت قابل توجه است که در توسعه گل‌دوزی‌ ... هیچ تغییری در مواد یا تکنیک هایی وجود ندارد که بتوان آن‌ها را از پیشرفت های مرحله ای ابتدایی به مرحله بعد، پالوده تر احساس یا تفسیر کرد. از طرف دیگر ، اغلب در کارهای اولیه شاهد دستیابی فنی و استاندارد بالای صنایع دستی هستیم که به ندرت در زمان‌های بعدی حاصل می‌شود. هنر گل‌دوزی‌ در سراسر جهان یافت شده‌است. آثار کشف شده در چین به دوره ایالت‌های جنگنده (قرن ۵ تا ۳ قبل از میلاد) بر می‌گردد. پوشاک از دوره مهاجرت سوئد، تقریباً ۳۰۰-۷۰۰ میلادی، با لبه های باند برش با بخیه در حال اجرا، کوک عقب، کوک ساقه، بخیه دکمه‌ای خیاطی و شلاق زدن تقویت می شود، اما مشخص نیست که آیا این کار به سادگی تقویت شده‌است. اسطوره‌شناسی یونان باستان با گذر از هنر گل‌دوزی‌ به همراه بافندگی، به الهه آتنا اعتبار داده و منجر به رقابت مشهور بین خودش و فاجعه آراکن شده‌است.

## پی‌نوشت
1. ↑  «تاریخچهٔ سوزن‌دوزی در ایران»،  روزنامهٔ شرق،  ۱۳.